# Robyn Davidson
Robyn Davidson (* 6. September 1950 in Miles, Queensland) ist eine australische Filmemacherin, Autorin und Reiseschriftstellerin.

## Leben
Robyn Davidson wuchs mit ihrer älteren Schwester auf der Rinderfarm „Stanley Park“ in Miles, Queensland, auf. Nach mehreren Dürren verkaufte die Familie die Farm und zog nach Brisbane. Nach dem Selbstmord ihrer Mutter um 1961 wurde sie zu ihrer unverheirateten Tante Gillian geschickt und von ihr betreut. Sie besuchte ein Mädcheninternat in Brisbane, spielte Klavier und erhielt ein Musikstipendium, nahm es aber nicht in Anspruch. In Brisbane teilte Davidson ein Haus mit Biologen und studierte Zoologie. 1968 ging sie nach Sydney, lebte erst in einem leerstehenden Haus, später gemeinsam mit einer Gruppe unkonventioneller Intellektueller und Künstler in Paddington und arbeitete als Kartengeberin in einem illegalen Spielkasino.
1975 zog sie nach Alice Springs und arbeitete ein Jahr lang bei einem Österreicher, der Kamele hielt. Durch ein zufälliges Treffen mit dem Fotografen Rick Smolan, das zum Sponsoring durch National Geographic führte, konnte Davidson ihre Idee einer Kamelwanderung durch die Wüste Australiens umsetzen. Zwei Jahre lang trainierte sie Kamele und lernte, wie man in der Wüste überlebt. Davidson startete 1977 mit ihrem Hund Diggity und vier Kamelen ihre fast einjährige 1.700 Meilen (2700 Kilometer) lange Wanderung durch die Wüsten Zentral- und Westaustraliens von Alice Springs bis zum Indischen Ozean. Beim Navigieren verließ sie sich auf Karten und Kenntnisse der Sternbilder. Die Route führte vom Glen Helen Tourist Camp über Redbank Gorge, Areyonga, Tempe Downs, Kata Tjuṯa, Docker River, Wingenna, Pipalyatjara, Warburton, Carnegie, Genayle, Well no 9, Well no 6, Cunyu, Gunbarrel Highway, Dalgety Downs, Woodleigh, Hamelin Pool und endete an der Shark Bay am Indischen Ozean. Ein Angehöriger der Pitjantjatjara, Eddie, begleitete sie auf dem Teilstück von Docker River nach Warburton, um Wasserstellen für sie zu finden.
In den 1980er Jahren war Davidson drei Jahre lang mit dem indischen Schriftsteller Salman Rushdie liiert. Kurz nach der Trennung von Rushdie traf sie den indischen Politiker Narendra Singh Bhati, mit dem sie bis zu seinem Tod 2011 befreundet blieb. Unter anderem machte sie die Bekanntschaft von Doris Lessing, Bruce Chatwin, Murray Bail und Julie Christie. 1990 bis 1992 dokumentierte sie in Indien das Verschwinden der Kultur der Rajasthani-Schafhirten. Davidson bereiste unter anderem Indien, Nepal, Tibet und lebte zeitweise in Indien. Sie zog häufig um und hat eine Wohnung in Sydney, im Londoner East End und in Indien. Seit 2014 lebt sie in der Nähe von Melbourne, Victoria, Australien.
2015 war Robyn Davidson Teil der Ausstellung Trailblazers: Australia’s 50 Greatest Explorers des Australian Museum.

## Veröffentlichungen (Auswahl), Verfilmung

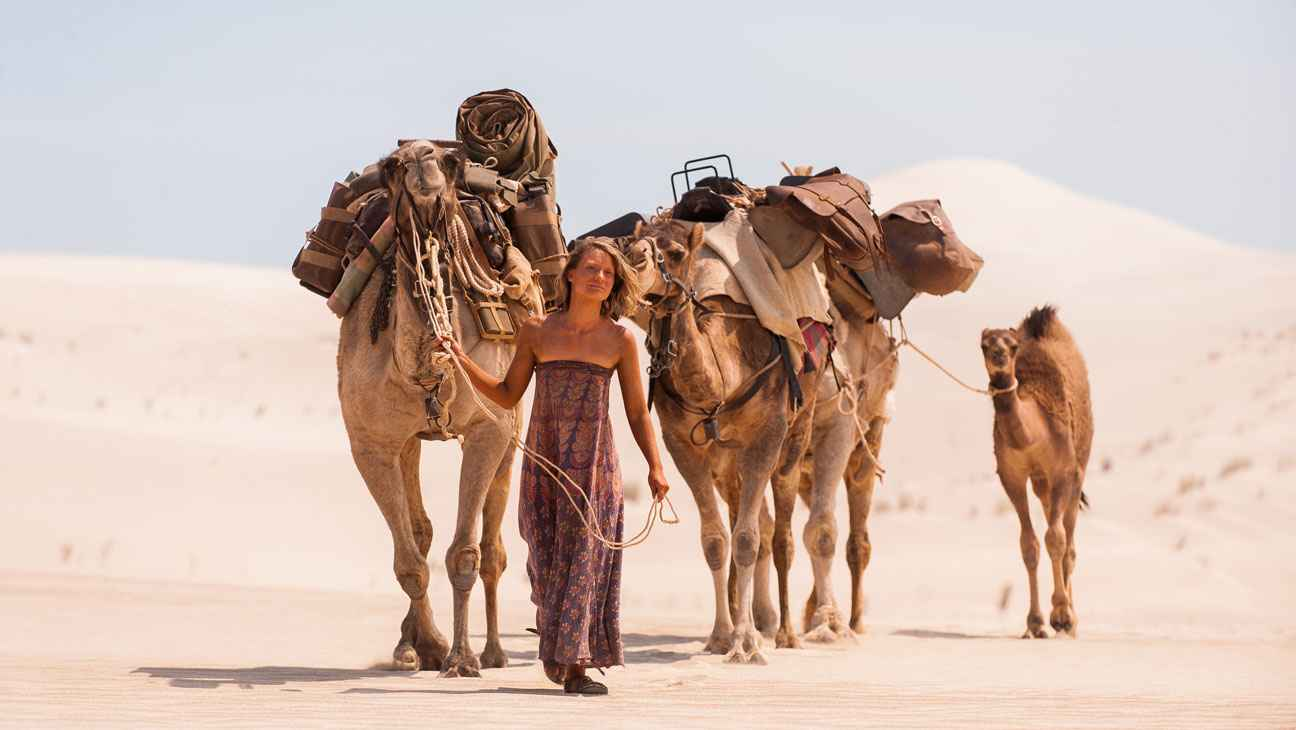
Mia Wasikowska in der Verfilmung von Tracks

From Alice to Ocean erschien als Titelgeschichte mit einer Sammlung von Fotos von Rick Smolan und Davidsons Aufzeichnungen als Titelgeschichte für National Geographic. Davidsons autobiografischer Bericht über ihre Wanderung wurde 1980 als Buch mit dem Titel Tracks veröffentlicht, das auch einige von Smolans Fotografien enthielt. Für das Buch wurde Davidson mit dem „Thomas Cook Travel Book Award“ ausgezeichnet.
Daneben schrieb Davidson Sachliteratur, Essays und einen Fernsehbeitrag für ABC. Insgesamt veröffentlichte sie mehrere Bücher:
- Robyn Davidson: Spuren: eine Reise durch Australien. Reisebericht, Rowohlt, Reinbek bei Hamburg 1983, ISBN 978-3-499-15001-2 (Neuausgaben 2002, 2014) (Originaltitel engl. Tracks)
- Robyn Davidson: Unter Nomaden: meine Reise zu den Rabari. Reisebericht, Rowohlt, Reinbek bei Hamburg 1997, ISBN 978-3-499-22143-9 (Originaltitel engl. Desert places, 1996)
- Robyn Davidson: Vorfahren. Roman, Rowohlt, Reinbek bei Hamburg 1991, ISBN 978-3-499-12878-3 (Originaltitel engl. Ancestors)
- Robyn Davidson: Travelling Light. Harpercollins, 1993
- Robyn Davidson: Unfinished Woman: A Memoir. Bloomsbury Publishing 2023, ISBN 978-1-620-40162-0

2013 kam die Verfilmung von Davidsons Buch Tracks unter der Regie von John Curran und mit Mia Wasikowska in der Hauptrolle in die Kinos, die auf den Filmfestspielen von Venedig Premiere hatte.